# Ваня Хейман
Ваня Хейман (івр. וניה הימן; 27 березня 1986, Єрусалим, Ізраїль) — ізраїльський художник і кінорежисер. Його роботи включають музичні відео для таких виконавців, як «Coldplay», Дуа Ліпа, DJ Snake, Селена Гомес і Боб Ділан. Його відеокліпи були номіновані на дві премії «Греммі» в категорії «Найкраще музичне відео» та кілька нагород «MTV Video Music Awards». Хейман також є режисером реклами, зокрема для Apple, Nike і Toyota.

## Кар'єра
Ваня Хейман розпочав навчання в Академії мистецтв і дизайну «Бецалель» у 2010 році за напрямком візуальних комунікацій. Того року Хейман створив відео про релігійні символи, замінивши їх простою лійкою з IKEA; це домашнє завдання було опубліковано на YouTube і з тих пір стало вірусним, набравши сотні тисяч переглядів на YouTube і Vimeo. Багато глядачів побачили це відео як атеїстичну композицію, що демонструє атеїстичний чайник Расселла. Кілька видатних мислителів-атеїстів поширили відео в Інтернеті та підтримали Хеймана, включаючи біолога Річарда Докінза та письменника Сема Гарріса.
У 2011 році, на другому році навчання в «Бецалелі», Хейман створив три відео, які були домашніми завданнями, відео були опубліковані на YouTube і швидко стали вірусними. Перше відео було даниною французькому серіалу «Скор.», у якому відео розповідає (дуже швидко) історію невдалого побачення наосліп. Другим відео було «Der Mensch», головний герой якого звільняє аґуну. Третім відео було «shelf life», у якому Хейман анімував персонажів на харчових упаковках у холодильнику; третє відео привернуло увагу головних ЗМІ в Ізраїлі[джерело?].
У січні 2013 року телевізійна програма «Чудова країна» на Другому каналі транслювала серіал під назвою «Коротше кажучи» (івр. בקיצור), адаптований із французького серіалу «Скор.», що складається з двохвилинних епізодів. Хейман був режисером серіалу та брав участь у написанні сценарію. У квітні 2013 року Ваня створив рекламу для пива «Maccabee», за участю Ісаї Мустафи. Відео з рекламою на YouTube набрало мільйон переглядів.
У листопаді 2013 року веб-сайт Боба Ділана випустив інтерактивне музичне відео, яке Хейман створив і зрежисував для пісні «Like a Rolling Stone»; ця пісня була вперше випущена в 1965 році і раніше не мала офіційного відео. Відео дозволяє глядачам прогортати 16 телевізійних каналів, на кожному з яких є персонажі, які виконують ліпсинґ слів пісні.
У грудні 2013 року журнал «Time» назвав це відео найкращим музичним відео 2013 року. Відтоді це відео здобуло багато нагород, у тому числі Премію Веббі за найкращий монтаж і 4 золотих леви на «Канських левах» у категоріях «Film Craft», «Direct» і «Branded Content & Entertainment».
У 2016 році Хейман почав співпрацювати з Гал Муджіа над музичними відео та рекламними роликами, їхньою першою спільною роботою було музичне відео на пісню Coldplay «Up & Up», згодом вони знімали музичні кліпи для таких виконавців, як DJ Snake, Туве Лу, Дуа Ліпа, Деніел Тревор і Селена Гомес. Також разом працювали для таких брендів, як Apple, Nike і Evian.\

## Відеографія

### Телебачення
- 2013 — «Коротше кажучи» (івр. בקיצור)

### Музичні відео
- 2012 — Асаф Авідан — «Different Pulses[he]»
- 2012 — Рой Кафрі[he] і Таль Тірангель — «Yes I Did Approach Ido»
- 2012 — TYP[he] — «Young Professionals»
- 2012 — Аді Ульманський[he] — «A.D.I»
- 2013 — Боб Ділан — «Like a Rolling Stone»
- 2014 — Рой Кафрі — «Mayokero»
- 2014 — Дана Івгі[he] — «On The Bus»
- 2015 — Keys N Krates[en] Feat. Кейті Бі[en] — «Save Me»
- 2015 — Cee Lo — «Robin Williams»
- 2016 — Coldplay — «Up&Up»
- 2018 — DJ Snake — «Magenta Riddim[en]»[10]
- 2019 — Туве Лу — «Glad He's Gone[en]»
- 2020 — Деніел Тревор і Селена Гомес — «Past Life[en]»
- 2021 — Дуа Ліпа — «We're Good[en]»
- 2024 — ASAP Rocky — «Tailor Swif» (спільно з Гал Муджіа)
- 2025 — Sabrina Carpenter - «Manchild» (спільно з Гал Муджіа)

### Реклама
- 2012 — Shapiro Beer
- 2012 — Pepsi Max BeatBox
- 2013 — Maccabee Beer ft. Ісая Мустафа[en]
- 2013 — Teaser for Tel Aviv's White Night
- 2016 — SodaStream — Heavy Bubbles
- 2017 — Toyota — Short Films
- 2018 — Nike
- 2020 — Apple — iPhone 12
- 2020 — Dacia Duster
- 2020 — Apple — Airpod Max